# Графичен потребителски интерфейс
Вижте пояснителната страница за други значения на Интерфейс.
Графичен потребителски интерфейс (ГПИ), или просто графичен интерфейс (на английски: graphical user interface, GUI), е разновидност на потребителски интерфейс, в който елементите, предоставени на потребителя за управление, са изпълнени във вид на графични изображения (менюта, бутони, списъци и др.).
За разлика от интерфейса с команден ред, в ГПИ потребителят има достъп по свой избор до всички видими обекти на екрана на монитора (те се наричат елементи на интерфейса) с помощта на периферно устройство (клавиатура, мишка и т.н.), и осъществява непосредственото им манипулиране.
Най-често елементите на графичния интерфейс се реализират като икони, които подсказват тяхното предназначение и свойства, което помага на потребителите да разберат и усвоят програмите.

## История на графичните потребителски интерфейси
- Април 1973 г. Създаване на графичен потребителски интерфейс за компютъра Alto в лабораториите на Xerox (с използване на трибутонна компютърна мишка, показване на растерни изображения – с др. думи – графичен дисплей, поддръжка на Ethernet комуникации)
- 1985 - Първата версия на Windows, версия 1.0, която излиза с името Interface manager, използва икони и графичен потребителски интерфейс.